# Karen Kronemeyer
Karen Kronemeyer, née le 30 avril 1981 à Melbourne en Australie, est une joueuse professionnelle de squash représentant les Pays-Bas. Elle atteint le 37e rang mondial en juin 2006, son meilleur classement. Elle est championne des Pays-Bas en 2002.

## Biographie
Karen Kronemeyer naît à Melbourne d'un père hollandais et d'une mère australienne. Elle passe une grande partie de sa vie à Melbourne. Elle commence le squash à l'âge de 15 ans. Le 24 mai 2006, elle est suspendue pendant deux ans par la fédération néerlandaise de squash pour dopage au  benzylpipérazine. C'est la première fois qu'un joueur de squash néerlandais est attrapé. Elle occupait alors la 37e place au classement mondial. Plus tard, cette suspension est réduite à un an.

## Palmarès

### Titres
- Championnats des Pays-Bas : 2002

### Finales
- Championnats d'Europe par équipes : 5 finales (2003, 2004, 2005, 2007, 2008)